# دانشگاه سنت مری، توییکنهام
دانشگاه سنت مری، توییکنهام (انگلیسی: St Mary's University, Twickenham) یک دانشگاه دولتی در توییکنهام در جنوب غربی لندن است.